# Forro in the Dark
Forro in the Dark é uma banda de world music fundada em 2002 em Nova Iorque, Estados Unidos, e formada por integrantes brasileiros. O grupo combina "a música dançante rítmica e rica em percussão" do forró com elementos de rock, folk, jazz e country, com a ajuda de guitarras e instrumentos de percussão e sopro diversos, como o timbal e o pífano.

## História

### Formação eBonfires of São João
Para comemorar seu aniversário, o percussionista Mauro Refosco convidou alguns amigos para tocarem um jam no estilo forró no Nublu, uma casa noturna em East Village, Nova Iorque. Com o sucesso da banda, eles começaram a tocar no local semanalmente. Suas apresentações chamaram a atenção de David Byrne (para quem mais tarde Mauro colaboraria com percussões), que contribuiu para a banda no álbum de estreia deles, Bonfires of São João. Além de David, Bebel Gilberto e Miho Hatori também contribuíram.
O grupo fez uma turnê pelos Estados Unidos, Canadá e Europa em 2007 para promover o álbum. Nessa época, gravaram a canção "City of Immigrants", que figurou no álbum vencedor do Grammy de Steve Earle Washington Square Serenade.

### Light a Candle
Em 2008, a banda lançou um EP chamado Dia de Roda. Logo depois, começaram a trabalhar no segundo álbum, intitulado Light a Candle. Dentre os convidados, estão Sabina Sciubba (Brazilian Girls), na faixa "Silence Is Golden"; e Jesse Harris, na faixa "Just Like Any Other Night". O álbum traz também covers de canções brasileiras de forró como "Saudades de Manezinho Araujo", de Téo Azevedo, e "Forro de Dois Amigos", de Edmilson do Pífano.
Sobre o álbum, o SFWeekly afirmou que a banda estava "[levando o] gênero do forró ainda mais longe, adicionando riffs distorcidos de guitarra, arranhões de discos e saxofones pulsantes... e gravado vivo com apenas algumas dublagens mínimas, dando a eles uma forte vibração... os sons da banda balançam como uma dançarina do ventre epilética."
Em 2009, a banda colaborou com o cantor Brett Dennen para uma sessão ao vivo gravada e disponibilizada no iTunes. Naquele ano, Mauro também foi anunciado como parte da banda Atoms for Peace, fundada por Thom Yorke e formada também por Flea (Red Hot Chili Peppers), Joey Waronker (Beck) e Nigel Godrich.

## Formação
- Mauro Refosco – vocais, zabumba
- Davi Vieira – vocais, percussão
- Guilherme Monteiro – vocais, guitarra
- Jorge Continentino – vocais, pífano, saxofone[1]

## Discografia

### Álbums
- Bonfires of São João (2006)
- Light a Candle (2009)

### EPs
- Dia de Roda (2008)